# Хихнийоки
Хихнийоки — река в России, протекает по территории Питкярантского района Карелии. Берёт своё начало из озера Хихнияярви, устье реки находится в 4,4 км по правому берегу реки Сумерианйоки. Длина реки — 12 км.
Высота устья — 7,7 м над уровнем моря. Высота истока — 63 м над уровнем моря.
В 7,5 км от устья, по правому берегу реки впадает река Малиоя.

## Данные водного реестра
По данным государственного водного реестра России относится к Балтийскому бассейновому округу, водохозяйственный участок реки — Водные объекты бассейна оз. Ладожское без рр. Волхов, Свирь и Сясь, речной подбассейн реки — Нева и реки бассейна Ладожского озера (без подбассейна Свирь и Волхов, российская часть бассейнов). Относится к речному бассейну реки Нева (включая бассейны рек Онежского и Ладожского озера).
Код объекта в государственном водном реестре — 01040300212102000011105.